# Mankilinia-Tangassogo
Mankilinia-Tangassogo est une commune rurale située dans le département de Tiébélé de la province du Nahouri dans la région du Centre-Sud au Burkina Faso.

## Santé et éducation
Le centre de soins le plus proche de Mankilinia-Tangassogo est le centre de santé et de promotion sociale (CSPS) de Kolonia-Tangassogo tandis que le centre médical (CMA) le plus proche se trouve à Pô.